# Jequitibá-cravinho
O jequitibá-cravinho é uma árvore nativa da Mata Atlântica do Espírito Santo, Brasil, onde está temporariamente protegida na Reserva de Linhares.
Está ameaçada de extinção.